# News of the World (periodico)
Il News of the World è stato un settimanale britannico fondato il 1º ottobre 1843 pubblicato ogni domenica fino al 10 luglio 2011. Era pubblicato dalla testata del Gruppo di News International, a sua volta di proprietà della News Corporation.
Il giornale si concentrava soprattutto sul mondo delle celebrità fornendo notizie di scoop e scandali. Con una media vendite di 2 868 850 copie settimanali nel mese di agosto 2010, il News of the World è stato il più venduto giornale in lingua inglese nel mondo..

## Lo scandalo dello spionaggio
Nell'estate del 2011 il giornale è stato oggetto di uno scandalo legato ai presunti mezzi utilizzati dai giornalisti di tale tabloid per raccogliere informazioni iniziati nel 2006. I giornalisti avrebbero effettuato intercettazioni telefoniche abusive e corrotto degli agenti di polizia per avere informazioni strettamente riservate su politici, personaggi dello spettacolo, sulle famiglie di vittime degli attentati di Londra del 2005, o di vittime di altre calamità naturali.
Tale condotta ha portato ad un'ondata di forti critiche nei confronti del tabloid da parte dell'opinione pubblica britannica, e ha fatto sì che venisse aperta un'inchiesta su Murdoch, suo figlio e Rebekah Brooks tutti e tre ritenuti responsabili. Già in passato il giornale era stato denunciato per diffamazione da personaggi noti come Sven Goran Eriksson, David Beckham, Wayne Rooney, Ashley Cole, Tommy Sheridan, Max Mosley, Angelina Jolie e Brad Pitt.

## La chiusura
Il 7 luglio 2011 James Murdoch, figlio del proprietario Rupert Murdoch, ha annunciato che il giornale avrebbe chiuso con il numero del 10 luglio 2011 e a causa dello scandalo che ha reso insostenibile il futuro del giornale e fatto crollare le vendite. L'ultimo numero, di 72 pagine, viene stampato in 5 milioni di copie, il doppio della normale tiratura, e vi è un allegato di 48 pagine che ripercorre gli eventi raccontati dal giornale nei suoi 168 anni di storia. Sulla copertina del giornale campeggia il titolo Thank You & Goodbye ("Grazie e addio"), e l'editoriale rivolto ai lettori riporta:
(News of the World, editoriale del 10 luglio 2011.)
La stessa cosa è stata scritta nel loro sito ufficiale.

## Direttori

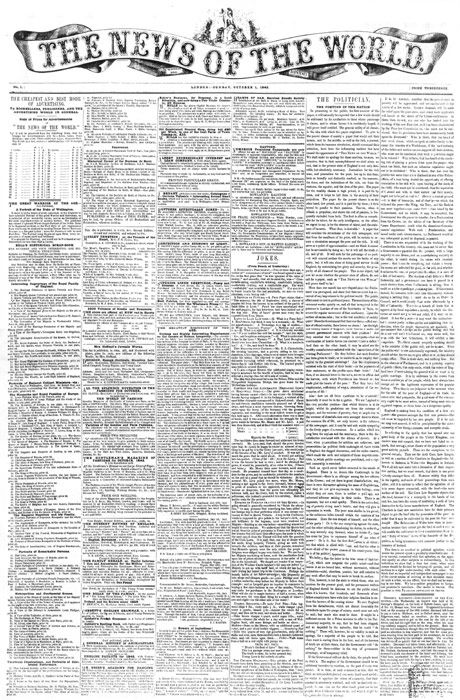
Primo numero del News of the World

1843: Henry Drake Breun
1891: Emsley Carr
1941: David Percy Davies
1946: S. Skelton
1947: Arthur Waters
1953: Reg Cudlipp
1960: Stafford Somerfield
1970: Cyril Lear
1975: Bernard Shrimsley
1980: Barry Askew
1981: Derek Jameson
1984: Nicholas Lloyd
1985: David Montgomery
1987: Wendy Henry
1988: Patsy Chapman
1993: Stuart Higgins
1994: Piers Morgan
1995: Phil Hall
2000: Rebekah Wade
2003: Andy Coulson
2007: Colin Myler